# Julien Allemand
Julien Allemand (Avignone, 23 marzo 1977) è un pilota motociclistico francese ritiratosi dall'attività agonistica.

## Carriera
Le sue prime presenze in gare motociclistiche a carattere internazionali risalgono al campionato Europeo Velocità corso nel 1997 nella classe 250 su una Honda, ottenendo il 16º posto in classifica. L'anno seguente, sempre nella stessa competizione, con la stessa motocicletta e nella stessa classe migliora il suo piazzamento, terminando la stagione al secondo posto.
Grazie anche a questi risultati gli è stata offerta la possibilità di esordire nel motomondiale, grazie ad una wild card per correre il Gran Premio motociclistico di Francia dove taglia il traguardo in 15ª posizione. Nella stessa stagione accumula una seconda presenza con il team Chesterfield Elf Tech 3 e ottiene il 35º posto al termine dell'anno.
Nel motomondiale 1999 passa ad una TSR-Honda e, con quattro risultati utili per la classifica, giunge al 21º posto. Nella stagione 2000 viene chiamato a sostituire l'infortunato Mike Baldinger a partire dal GP di Spagna e disputa dodici Gran Premi con una Yamaha, terminando in 24ª posizione. Nel 2001 corre tre Gran Premi con la Yamaha, senza andare a punti.

## Risultati in gara

### Motomondiale
| 1998 | Classe | Moto  |  |  |  |  |    |  |  |    |    |  |  |  |  |  |  |  | Punti | Pos. |
| ---- | ------ | ----- |  |  |  |  | -- |  |  | -- | -- |  |  |  |  |  |  |  | ----- | ---- |
| 1998 | 250    | Honda |  |  |  |  | 15 |  |  | 17 | NP |  |  |  |  |  |  |  | 1     | 34º  |

| 1999 | Classe | Moto      |    |     |     |     |    |     |    |    |    |     |     |     |     |     |    |     | Punti | Pos. |
| ---- | ------ | --------- | -- | --- | --- | --- | -- | --- | -- | -- | -- | --- | --- | --- | --- | --- | -- | --- | ----- | ---- |
| 1999 | 250    | TSR-Honda | 18 | Rit | Rit | Rit | 14 | Rit | 18 | 15 | 11 | Rit | Rit | Rit | Rit | Rit | 13 | Rit | 11    | 21º  |

| 2000 | Classe | Moto   |  |  |  |    |     |    |    |    |    |    |    |    |    |    |     |    | Punti | Pos. |
| ---- | ------ | ------ |  |  |  | -- | --- | -- | -- | -- | -- | -- | -- | -- | -- | -- | --- | -- | ----- | ---- |
| 2000 | 250    | Yamaha |  |  |  | 24 | Rit | 12 | 22 | 11 | 15 | 17 | 21 | 16 | 20 | 15 | Rit | 14 | 13    | 24º  |

| 2001 | Classe | Moto   |     |    |    |    |  |  |  |  |  |  |  |  |  |  |  |  | Punti | Pos. |
| ---- | ------ | ------ | --- | -- | -- | -- |  |  |  |  |  |  |  |  |  |  |  |  | ----- | ---- |
| 2001 | 250    | Yamaha | Rit | 18 | 19 | NP |  |  |  |  |  |  |  |  |  |  |  |  | 0     |      |

| Legenda | 1º posto        | 2º posto            | 3º posto            | A punti      | Senza punti        | Grassetto – Pole position Corsivo – Giro più veloce |
| Legenda | Gara non valida | Non qual./Non part. | Ritirato/Non class. | Squalificato | '-' Dato non disp. | Grassetto – Pole position Corsivo – Giro più veloce |

### Campionato mondiale Supersport
| 2000 | Moto   |     |  |  |  |  |  |  |  |  |  |  | Punti | Pos. |
| ---- | ------ | --- |  |  |  |  |  |  |  |  |  |  | ----- | ---- |
| 2000 | Yamaha | Rit |  |  |  |  |  |  |  |  |  |  | 0     |      |

| Legenda | 1º posto        | 2º posto            | 3º posto           | A punti      | Senza punti        | Grassetto – Pole position Corsivo – Giro più veloce |
| Legenda | Gara non valida | Non qual./Non part. | Ritirato/Non class | Squalificato | '-' Dato non disp. | Grassetto – Pole position Corsivo – Giro più veloce |